# 巴罗内卡纳韦塞
巴罗内卡纳韦塞（意大利语：Barone Canavese），是意大利皮埃蒙特大区都灵省的一个市镇。人口597(2010年12月31日)。